# هيشان، قوانغشى
هيشان (بالصينية: 合山市) هي مدينة من مدن الصين. يبلغ ارتفاع المدينة عن سطح البحر قرابة 125 متر.